# Bajiazi, Heilongjiang
Bajiazi (kinesiska: 八家子, 八家子乡) är en socken i Kina. Den ligger i provinsen Heilongjiang, i den nordöstra delen av landet, omkring 66 kilometer sydost om provinshuvudstaden Harbin. Antalet invånare är 26 415. Befolkningen består av 13 161 kvinnor och 13 254 män. Barn under 15 år utgör 14,0 %, vuxna 15-64 år 77 %, och äldre över 65 år 7,0 %.
Runt Bajiazi är det ganska tätbefolkat, med 111 invånare per kvadratkilometer. Närmaste större samhälle är Qingshan, 19,1 km sydväst om Bajiazi. Trakten runt Bajiazi består till största delen av jordbruksmark.
Genomsnittlig årsnederbörd är 855 millimeter. Den regnigaste månaden är juli, med i genomsnitt 188 mm nederbörd, och den torraste är januari, med 7 mm nederbörd.